# San Antonio de Padua, San Luis de la Paz
San Antonio de Padua är en ort i Mexiko.   Den ligger i kommunen San Luis de la Paz och delstaten Guanajuato, i den centrala delen av landet, 240 km nordväst om huvudstaden Mexico City. San Antonio de Padua ligger 1 995 meter över havet och antalet invånare är 101.
Terrängen runt San Antonio de Padua är varierad, och sluttar norrut. Runt San Antonio de Padua är det ganska tätbefolkat, med 80 invånare per kvadratkilometer. Närmaste större samhälle är Palo Colorado, 15,6 km sydväst om San Antonio de Padua. Trakten runt San Antonio de Padua består till största delen av jordbruksmark.